# Heinz Sandrock
Heinz Sandrock (* 17. September 1909; † 13. September 1990) war ein deutscher Kunstturner.

## Leben und Karriere
1915 trat Sandrock dem Immigrather Turnverein (ITV) bei und wurde 1930 Mitglied der Deutschlandriege des Deutschen Turner-Bundes.
Erfolge feierte er 1933 als Deutscher Meister am Reck.
Im Dezember 1933 war er vor 10.000 Zuschauern in Essen bester Einzelturner im Gaukampf Rheinland gegen Westfalen.
1934 wurde er bei den Turnweltmeisterschaften in Budapest punktgleich mit Georges Miez Vize-Weltmeister in dieser Disziplin und gewann mit der deutschen Nationalmannschaft die Bronzemedaille. 1935 wurde Sandrock Studentenweltmeister am Reck und im Zwölfkampf. Auch beim Kunstturnen Reichsheer-Deutsche Turnerschaft im Jahr 1935 nahm er für die Deutsche Turnerschaft teil. Aufgrund einer Erkrankung verzichtete Sandrock auf die Olympischen Spiele in Berlin 1936.
Nach dem Zweiten Weltkrieg konnte er sich nur noch als Kampfrichter betätigen, da er einen Arm verloren hatte.
Sandrock war Vorsitzender des ITV Langenfeld und wurde 1979 Ehrenmitglied der heutigen Sportgemeinschaft Langenfeld.